# Чуринга

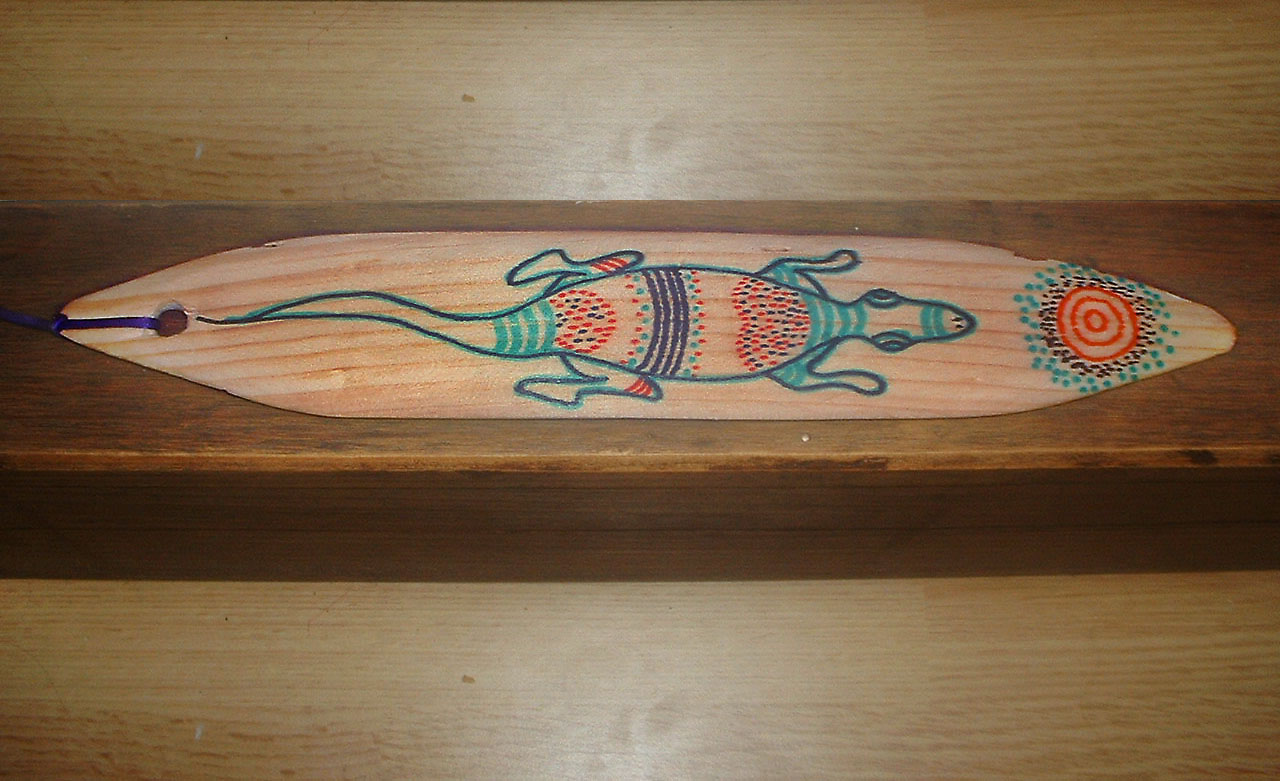
Малюнок на чуринзі

Чури́нга — предмет культу у австралійського племені арунта, що мешкали в Центральній Австралії.
Чуринги вироблялися з дерева і каменю. Вони нерідко розфарбовувалися фарбами; такі розфарбовані кам'яні чуринги дуже схожі по вигляду на гальки азильської культури.
За уявленнями арунта, чуринги служили вмістилищами для душ родичів. Кожен чоловік і кожна жінка арунта мали свою чурингу, де нібито перебували їх власні душі, успадковані від померлих родичів.
Зважаючи на таке важливе значення чуринг, їх ретельно охороняли і ховали від ворогів в печерах.